# دوسر عمودي
الدوسر العمودي (الاسم العلمي: Aegilops columnaris) هي نوع نباتي يتبع جنس الدوسر من الفصيلة النجيلية. 

## الموئل والانتشار
موطنه بلاد الشام وتركيا والقوقاز وكريت.